# O Último Templário
O Último Templário é um romance de autoria de Raymond Khoury.

## História
Quatro homens mascarados, montados a cavalo e vestidos de templários invadem a exposição "Tesouros do Vaticano", no Museu Metropolitan, em Nova York, e desaparecem com objetos de valor inestimável, lançando a arqueóloga Tess Chayklin e o agente do FBI Sean Reilly numa aventura que pode alterar o destino da humanidade. Ao encontrarem um manuscrito do século XIII, redigido pelo último sobrevivente da Ordem dos Templários, os dois iniciam a busca de um segredo que, se revelado, abalará os pilares fundamentias do cristianismo.